# 大数拠駅
大数拠駅（だいすうきょえき）は、中華人民共和国 福建省福州市長楽区に位置する福州地下鉄F1号線の駅である。

## 歴史
- 2019年12月27日: 着工[1]。

## 隣の駅
福州地下鉄
■ F1号線
浜海西駅- 大数拠駅 -浜海中央商務区駅